# شهرستان ساراتوفسکی
شهرستان ساراتوفسکی (به لاتین: Saratovsky District) یک شهرستان در روسیه است که در استان ساراتوف واقع شده‌است.